# Laura Pirovano
Laura Pirovano (Trento, 20 novembre 1997) è una sciatrice alpina italiana.

## Biografia
Originaria di Spiazzo in Val Rendena e attiva in gare FIS dal dicembre del 2013, la Pirovano in Coppa Europa ha debuttato il 18 febbraio 2014 a Monte Pora in slalom gigante (43ª) e ha conquistato la prima vittoria, nonché primo podio, l'11 dicembre 2015 a Lillehammer Kvitfjell nella medesima specialità. Tre settimane dopo, il 28 dicembre 2015, ha fatto il suo esordio in Coppa del Mondo, nello slalom gigante di Lienz, senza qualificarsi per la seconda manche. A fine stagione in Coppa Europa si è piazzata al 3º posto nella classifica generale, staccata di 301 punti dalla vincitrice Maren Skjøld.
Il 12 marzo 2017 ha vinto il titolo mondiale juniores nello slalom gigante alla rassegna iridata giovanile di Åre. Il 28 ottobre 2017 si è piazzata 19ª nello slalom gigante di Sölden, ottenendo i primi punti in Coppa del Mondo. Il 17 novembre, in allenamento, ha riportato una distorsione al ginocchio destro con contusione ossea, che le ha imposto due mesi di stop precauzionale. Proprio in occasione del rientro alle competizioni, a Cortina d'Ampezzo, il 21 gennaio 2018 una nuova caduta (stavolta in supergigante) le ha causato la rottura del legamento crociato anteriore e del menisco del ginocchio destro, che l'ha obbligata a terminare anzitempo l'annata agonistica. Ai Mondiali di Cortina d'Ampezzo 2021, sua prima presenza iridata, si è classificata 12ª nella discesa libera, 26ª nello slalom gigante, 8ª nella gara a squadre e non si è qualificata per la finale nello slalom parallelo. Il 15 ottobre 2021, nel corso di un allenamento a Sölden in vista dell'esordio in Coppa del mondo previsto per la settimana successiva, a seguito di una caduta riporta la rottura del legamento crociato del ginocchio sinistro, vedendo così terminare la sua stagione agonistica. Ai Mondiali di Courchevel/Méribel 2023 è stata 14ª nella discesa libera e a quelli di Saalbach-Hinterglemm 2025 si è classificata 13ª nella discesa libera e 18ª nel supergigante.

## Palmarès

### Mondiali juniores
- 1 medaglia:
  - 1 oro (slalom gigante a Åre 2017)

### Festival olimpico invernale della gioventù europea
- 1 medaglia:
  - 1 argento (slalom gigante a Vorarlberg/Liechtenstein 2015)

### Coppa del Mondo
- Miglior piazzamento in classifica generale: 19ª nel 2025

### Coppa Europa
- Miglior piazzamento in classifica generale: 3ª nel 2016
- 6 podi:
  - 2 vittorie
  - 1 secondo posto
  - 3 terzi posti

#### Coppa Europa - vittorie
| Data             | Località              | Paese    | Specialità |
| ---------------- | --------------------- | -------- | ---------- |
| 11 dicembre 2015 | Lillehammer Kvitfjell | Norvegia | GS         |
| 19 febbraio 2017 | Crans-Montana         | Svizzera | DH         |

Legenda:

DH = discesa libera

### Campionati italiani
- 6 medaglie[5]:
  - 2 ori (discesa libera, supergigante nel 2025)
  - 2 argenti (discesa libera, supergigante nel 2024)
  - 2 bronzi (slalom gigante nel 2017; discesa libera nel 2021)

### Campionati italiani juniores
- 4 medaglie[6]:
  - 3 ori (slalom gigante nel 2015; discesa libera, slalom gigante nel 2016)
  - 1 argento (supergigante nel 2016)

### Campionati italiani aspiranti
- 3 medaglie[6]:
  - 1 oro (slalom gigante nel 2015)
  - 2 bronzi (slalom speciale nel 2014; discesa libera nel 2015)